# Lankesteria
Lankesteria là chi thực vật có hoa trong họ Acanthaceae.